# Зеленокуриловецька сільська рада
Зеленокурилове́цька сільська́ ра́да — адміністративно-територіальна одиниця та орган місцевого самоврядування в Новоушицькому районі Хмельницької області. Адміністративний центр — село Зелені Курилівці.

## Загальні відомості
Зеленокуриловецька сільська рада утворена в 1981 році.
- Територія ради: 52,267 км²
- Населення ради: 1 839 осіб (станом на 2001 рік)
- Територією ради протікає річка Батіжок

## Населені пункти
Сільській раді були підпорядковані населені пункти:
- с. Зелені Курилівці
- с. Пижівка

## Склад ради
Рада складалася з 16 депутатів та голови.
- Голова ради: Гандзій Валерій Іванович
- Секретар ради: Чева Ольга Василівна

### Керівний склад попередніх скликань
| Прізвище, ім'я, по батькові | Основні відомості                                                             | Дата обрання | Дата звільнення |
| --------------------------- | ----------------------------------------------------------------------------- | ------------ | --------------- |
| Шершун Володимир Васильович | Сільський голова, 1957 року народження, безпартійний                          | 26.03.2006   | 31.10.2010      |
| Гандзій Валерій Іванович    | Сільський голова, 1966 року народження, освіта вища, член партії Єдиний Центр | 31.10.2010   |                 |

Примітка: таблиця складена за даними сайту Верховної Ради України

### Депутати
За результатами місцевих виборів 2010 року депутатами ради стали:

#### За суб'єктами висування
| Суб'єкт висування                 | Кількість обраних депутатів | %    |
| --------------------------------- | --------------------------- | ---- |
| Політична партія «Сильна Україна» | 6                           | 37,5 |
| Самовисування                     | 5                           | 31,3 |
| Народна партія                    | 3                           | 18,8 |
| Комуністична партія України       | 1                           | 6,3  |
| Партія регіонів                   | 1                           | 6,3  |

#### За округами
| № округу                          | Прізвище, ім'я, по батькові   | Дата визнання обраним | Освіта             | Партійна приналежність                  | Відомості про обраного депутата                      |
| --------------------------------- | ----------------------------- | --------------------- | ------------------ | --------------------------------------- | ---------------------------------------------------- |
| Комуністична партія України       |                               |                       |                    |                                         |                                                      |
| 6                                 | Максимчук Юрій Миколайович    | 01.11.2010            | середня            | член Комуністичної партії України       | тимчасово не працює                                  |
| Народна Партія                    |                               |                       |                    |                                         |                                                      |
| 4                                 | Дмітрієв Сергій Олександрович | 01.11.2010            | середня            | член Народної партії                    | Зеленокуриловецьке лісництво, майстер лісу           |
| 14                                | Хутняк Микола Матвійович      | 01.11.2010            | вища               | член Народної партії                    | Фермерське господарство «Доля», директор             |
| 16                                | Фартушняк Василь Семенович    | 01.11.2010            | середня            | член Народної партії                    | Сварог-Дністер, тракторист                           |
| Партія регіонів                   |                               |                       |                    |                                         |                                                      |
| 8                                 | Пітик Алла Василівна          | 01.11.2010            | вища               | член Партії регіонів                    | Зеленокуриловецька загальноосвітня школа, директор   |
| Політична партія «Сильна Україна» |                               |                       |                    |                                         |                                                      |
| 1                                 | Карвацький Микола Петрович    | 01.11.2010            | середня            | позапартійний                           | тимчасово не працює                                  |
| 2                                 | Шамрей Ігор Васильович        | 01.11.2010            | середня            | член Політичної партії «Сильна Україна» | тимчасово не працює                                  |
| 5                                 | Гвоздецький Ігор Анатолійович | 01.11.2010            | вища               | член Політичної партії «Сильна Україна» | НСЛП «Поділля», майстер лісу                         |
| 11                                | Сухар Євгена Валентинівна     | 01.11.2010            | вища               | член Політичної партії «Сильна Україна» | Пижівська загальноосвітня школа, директор            |
| 12                                | Мельник Наталія Анатоліївна   | 01.11.2010            | середня спеціальна | член Політичної партії «Сильна Україна» | Пижівський дошкільний навчальний заклад, завідувачка |
| 13                                | Грамчук Людмила Сергіївна     | 01.11.2010            | вища               | член Політичної партії «Сильна Україна» | Пижівська загальноосвітня школа, вчитель             |
| Самовисування                     |                               |                       |                    |                                         |                                                      |
| 3                                 | Максимчук Марія Дмитрівна     | 01.11.2010            | середня спеціальна | позапартійна                            | пенсіонер                                            |
| 7                                 | Путеря Микола Дмитрович       | 01.11.2010            | середня спеціальна | позапартійний                           | тимчасово не працює                                  |
| 9                                 | Пітик Галина Василівна        | 01.11.2010            | середня спеціальна | позапартійна                            | пенсіонер                                            |
| 10                                | Чева Ольга Василівна          | 01.11.2010            | вища               | позапартійна                            | Зеленокуриловецька сільська рада, секретар           |
| 15                                | Комарницька Галина Миколаївна | 01.11.2010            | середня спеціальна | позапартійна                            | Пижівський будинок культури, директор                |